# Jakob Nielsen (Mathematiker)

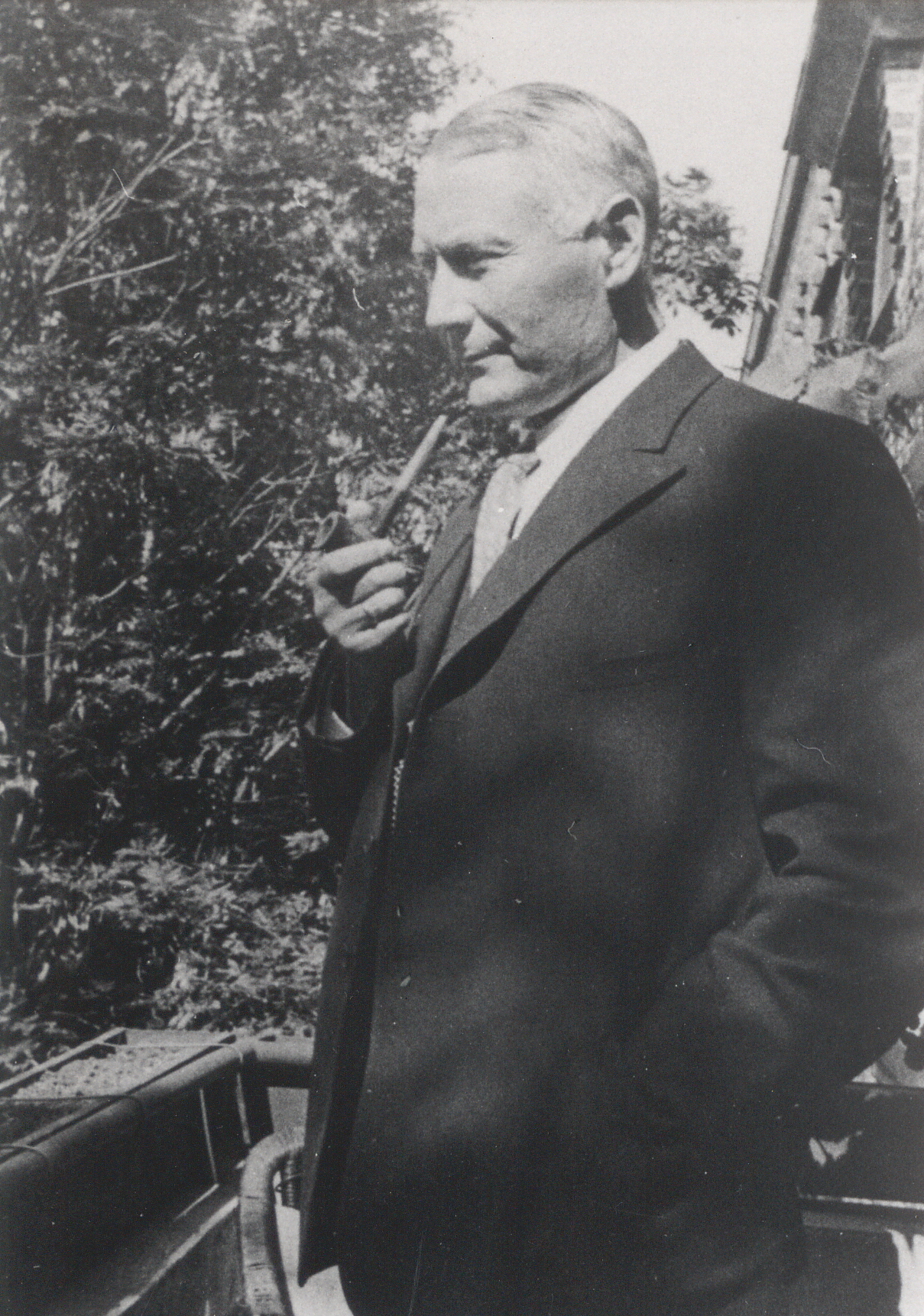
Jakob Nielsen

Jakob Nielsen (* 15. Oktober 1890 in Mjels, Alsen; † 3. August 1959 in Helsingør) war ein dänischer Mathematiker, der durch seine Arbeit über Automorphismen von Flächen bekannt wurde.

## Leben
Nielsen wurde im Dorf Mjels auf der Insel Als in Nordschleswig geboren, das zu dieser Zeit Teil der deutschen Provinz Schleswig-Holstein war. Seine Mutter starb, als er drei Jahre alt war, deshalb lebte er ab 1900 bei seiner Tante und wurde in einem Gymnasium eingeschult. 1907 musste er die Schule wegen seiner Mitgliedschaft in einem illegalen Studentenclub verlassen. Dennoch matrikulierte er sich 1908 an der Universität Kiel.
1913 schloss Nielsen seine Doktorarbeit ab, bald darauf wurde er von der deutschen kaiserlichen Marine eingezogen. Er wurde der Küstenverteidigung zugeordnet. 1915 wurde er nach Konstantinopel zur deutschen Militärmission im Osmanischen Reich versetzt. Nach dem Krieg, im Frühling 1919, heiratete er Carola von Pieverling, eine deutsche Ärztin.
1920 bezog Nielsen eine Position an der Technischen Hochschule Breslau. Im darauf folgenden Jahr veröffentlichte er einen Artikel in der Fachzeitschrift Mathematisk Tidsskrift, in dem er bewies, dass jede Untergruppe von endlich erzeugten freien Gruppen frei ist. 1926 verallgemeinerte Otto Schreier diese Erkenntnis, indem er die Bedingung, dass die freien Gruppen endlich erzeugt sind, entfernte; diese Erkenntnis ist auch als Satz von Nielsen-Schreier bekannt. 1921 ging Nielsen zur Königlichen Veterinär- und Landwirtschaftsuniversität Kopenhagen, wo er bis 1925 blieb, und dann an die Technische Universität in Kopenhagen wechselte. Seit 1926 war er Mitglied der Königlich Dänischen Akademie der Wissenschaften.
Während des Zweiten Weltkriegs gab es Versuche, Nielsen in die Vereinigten Staaten zu bringen, weil zu befürchten war, dass er von den Nationalsozialisten gefangen genommen wird. Nielsen verblieb allerdings in Dänemark, ohne von den Nationalsozialisten belästigt zu werden.
Mit Werner Fenchel ist er der Namensgeber der Fenchel-Nielsen-Koordinaten im Teichmüller-Raum. Fenchel gab auch seine Gesammelten Schriften heraus. Das Realisierungsproblem von Nielsen (1932) wurde Anfang der 1980er Jahre von Steven Kerckhoff gelöst.
1951 wurde Nielsen Professor der Mathematik an der Universität Kopenhagen, nachdem diese Position durch den Tod von Harald Bohr frei wurde. Er gab diese Position 1955 wegen seiner internationalen Verpflichtungen, insbesondere der bei der UNESCO, wo er von 1952 bis 1958 als Vorstandsmitglied tätig war, auf.
1936 hielt er einen Plenarvortrag auf dem Internationalen Mathematikerkongress in Oslo (Topologie der Flächenabbildungen).

## Schriften
- Vorlesungen über Elementare Mechanik, Grundlehren der mathematischen Wissenschaften. Springer Verlag, 1935 (bearbeitet von Werner Fenchel)
- Die Struktur periodischer Transformationen von Flächen. In: Mat.-Fys. Medd. Kgl. Danske Vid. Selsk., 15, 1937
- Die Gruppe der dreidimensionalen Gittertransformationen. In: Mat.-Fys. Medd. Kgl. Danske Vid. Selsk., 5, 1924
- Surface transformation classes of algebraically finite type. In: Mat.-Fys. Medd. Kgl. Danske Vid. Selsk., 21, 2, 1944
- Nielsen: Collected Mathematical Papers. herausgegeben von Vagn Lundsgaard Hansen. 2 Bände, Birkhäuser, Basel u. a. 1986, ISBN 3-7643-3152-6. (Review von Jane Gilman im BAMS 1989 mit Diskussion des Zusammenhangs mit den Arbeiten von Thurston)
- mit Werner Fenchel: Discontinuous Groups of Isometries in the Hyperbolic Plane, Hrsg. Asmus L. Schmidt, De Gruyter Studies in Mathematics 29, De Gruyter 2003, ISBN=3-11-017526-6, books.google.de